# Brontoscorpio anglicus
Brontoscorpio anglicus ("escorpí tro anglès") fou un escorpí aquàtic d'un metre de llargària que visqué durant el període Silurià. En vida, B. anglicus s'hauria assemblat a un escorpí de gran mida, però amb uns ulls composts relativament grossos (per un escorpí). Era un important predador del seu temps, tenint en compte que els artròpodes eren dels animals més grans de la Terra durant el Silurià.